# العلاج المغناطيسي
العلاج المغناطيسي   (بالإنجليزية: Magnet therapy)هو نوع من ممارسة  الطب البديل عن طريق استخدام  المجالات المغناطيسية.الممارسين يدعون أن إخضاع أجزاء معينة من الجسم إلى مجالات مغناطيسية ثابتة والتي تنتج عن  مغناطيس دائم لديها بعض التأثيرات الصحية المفيدة. هذه الادعاءات الفيزيائية والبيولوجية  غير مثبتة ولا توجد آثار على الصحة أو الشفاء تم التأكد منها. على الرغم من أن الهيموجلوبين له طاقة مغناطيسية معاكسة ضعيفة  (عندما يكون مؤكسدا) أو مغناطيسية مسايرة (عندما يكون غير مؤكسد) الا ان المغناطيس المستخدم في العلاج المغناطيسي تكون طاقتها أضعف من أن يكون لها أي تأثير يذكر على تدفق الدم.
```
(لقد جربنا تاثير الحقل المغناطيسي لمغناطيس النيودنيوم في علاج مرض في الرحم فاتى بنتائج جيدة وشفاء جيد)
```

## طرق التطبيق

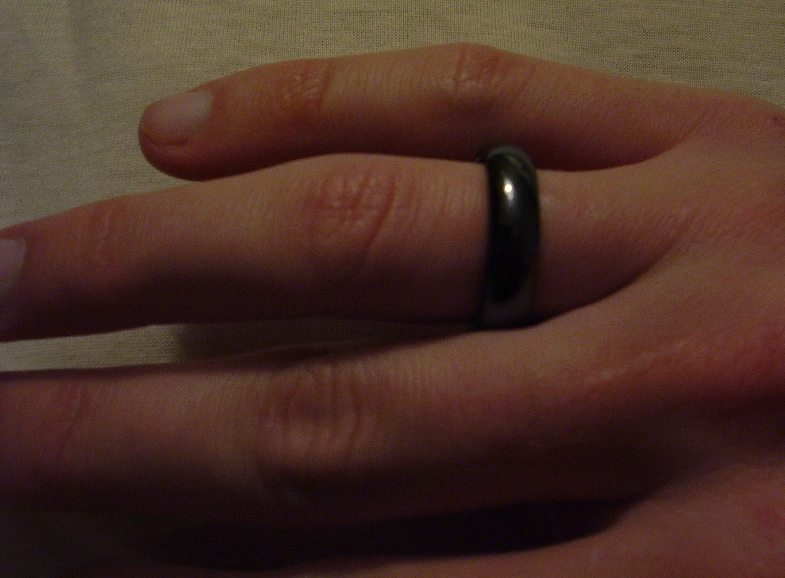
خاتم ممغنط

العلاج بالمغناطيس هو تطبيق الحقل المغناطيسي للأجهزة الكهرومغناطيسية أو المغناطيسات الثابتة الدائمة علي الجسم نت أجل الفوائد الصحية.
وتشمل المنتجات المغناطيسية أساور ومجوهرات مثل الأشرطة المغناطيسية للمعصمين، والكاحلين والركبتين والظهر; نعال الأحذية; المراتب ؛ الأغطية المغناطيسية (بطانيات مع مغناطيس ينسج مع المادة); الكريمات المغناطيسية، المكملات الغذائية المغناطيسية  ؛ اللصقات الممغنطة.

## كيفية العمل
ولعل الآلية الأكثر شيوعا هي أن المغناطيس قد يحسن تدفق الدم في الأنسجة . المجال المحيط بأجهزة العلاج المغناطيسية هو ضعيف جدا ويسقط مع المسافة لدرجة انه قد لا يؤثر على الهيموغلوبين، وغيرها من مكونات الدم، العضلات, العظام، الأوعية الدموية، أو الأجهزة. عام 1991 دراسة على البشر من حقل ثابت القوة تصل إلى 1 T و لم يلاحظ تأثير على تدفق الدم . كما أن أكسجة الأنسجة بالمثل لم تتأثر. بعض الممارسين يدعون أن المغناطيس يمكنه استعادة افتراضية الجسم «توازن الطاقة الكهرومغناطيسية» ، ولكن هذا التوازن غير معترف به طبيا. حتى في المجالات المغناطيسية المستخدمة في التصوير بالرنين المغناطيسي ، والتي هي أقوى عدة مرات، لم يلاحظ أي آثار. إذا كان الجسم كان يتأثر المغناطيس الضعيف المستخدم في العلاج المغناطيسي، فان التصوير بالرنين المغناطيسي سيكون غير عملي.

## الفعالية
العديد من الدراسات التي أجريت في السنوات الأخيرة إلى التحقيق في دور   المجالات المغناطيسية الساكنة في الصحة والشفاء. انحياز دراسات العلاج المغناطيسي هي إشكالية، حيث أن التمغنط يمكن الكشف عنه بسهولة، على سبيل المثال، عن طريق قوة جذب الاشياء الحديدية (التي تحتوي على الحديد)  ؛ لأن هذا الدراسات العمياء  (حيث لا المرضى ولا المقيمين تعرف من هو تلقي العلاج مقابل العلاج الوهمي) هي أمر صعب. المطالبات الصحية بشأن طول العمر وعلاج السرطان غير مقنعة وغير معتمد من قبل أي بحث. أكثر   الادعاءات الصحية  حول تخفيف الألم هي أيضا  تقتقر أي آلية كما أن البحوث السريرية ليست واعدة.
العلاج بالمغناطيس تم الترويج له  لعلاج السرطان وأمراض أخرى ؛ جمعية السرطان الأمريكية اوضحت أن «الأدلة العلمية المتاحة لا تدعم هذه الادعاءات».

## السلامة
هذه الأجهزة تعتبر عموما آمنة في نفسها، على الرغم من انهيمكن أن يكون هناك تكاليف مالية كبيرة للعلاج بالمغناطيس، خاصة عندما يتاخر العلاج أو التشخيص.

### اللوائح القانونية
التسويق لأي علاج فعال لعلاج أي حالة هو مقيد  بالقانون في العديد من ما لم تكن جميع هذه الادعاءات تم التحقق من صحتها علميا. في الولايات المتحدة، على سبيل المثال, إدارة الغذاء والدواء (الولايات المتحدة) تحظر تسويق أي منتج للعلاج المغناطيسي يستخدم الادعاءات الطبية، حيث أن مثل هذه الادعاءات لا أساس لها من الصحة.